# Yoff
Yoff (französisch Île de Yoff) ist der Name einer 2,7 ha großen, unbewohnten Insel vor der Küste Senegals. Das Eiland liegt vor der Nordküste der Cap-Vert-Halbinsel im Atlantik und gehört zum Stadtbezirk Yoff der Hauptstadt Dakar. Die Île de Yoff ist etwa 300 m vom Festland entfernt und bei Ebbe über eine schmale Landbrücke zu Fuß erreichbar.
Das Eiland ist ein heiliger Ort der Lébous, einem Unterstamm der Wolof, welche die ersten Bewohner des Cabo Verde waren.
Die Insel ist vulkanischen Ursprungs, hat kaum Vegetation, ist aber ein beliebter Brutplatz für Seevögel.